# خوسيه كاستيلو
خوسيه كاستيلو (بالإسبانية: José del Castillo Sáenz de Tejada)‏ هو عسكري وضابط شرطة إسباني، ولد في 29 يونيو 1901 في ألكالا لا ريال في إسبانيا، وتوفي في 12 يوليو 1936 في مدريد في إسبانيا.